# Mohammed Benchrifa
Mohammed Benchrifa, né le 28 avril 1975 ou 23 juin 1976 à Casablanca, est un ancien footballeur marocain réputé pour ses tirs puissants.

## Carrière
Son premier club était le TAS de Casablanca et après il a été transféré en 1997 au club du Wydad AC où il est resté jusqu'à la saison 2005-2006. Après Il a rejoints dans la saison 2006-07 le MAT. Depuis juin 2009 il joue au club de FUS
Il a fait partie d'une génération d'espoirs déçus du WAC, passés de juniors à seniors entre 1995 et 1998, alors qu'ils avaient montré beaucoup de belles choses en juniors mais ne sont pas arrivés à concrétiser leur potentiel au plus haut niveau, à l'image de Redouane Allali, Hamid Termina, Saad Abdelfettah, Adil Kouar, Khalid Khama, Fayçal Ammi Kaddour ou encore Kichou.
Lors de la demi-finale retour de la Coupe Africaine des Vainqueurs de Coupe, Mohammed "Hammouda" Benchrifa a été sauvagement agressé par le portier espérantiste Choukri El Ouaer, qui lui a piétiné la tête alors qu'il était à terre. Benchrifa a été évacué dans le coma sur une civière. De cet épisode, Benchrifa dira avoir vu la mort de près, ce qui le poussera à changer de style de vie et devenir ostensiblement pieux.[réf. nécessaire]

## Sélections en équipe nationale
| Caps | Date       | Match            | Lieu       | Score | Compétition     |
| ---- | ---------- | ---------------- | ---------- | ----- | --------------- |
| 1    | 04/06/2000 | Maroc - Jamaïque | Casablanca | 1 - 0 | Coupe Hassan II |
| 2    | 06/06/2000 | Maroc - France   | Casablanca | 1 - 5 | Coupe Hassan II |
| 3    | 17/06/2000 | Namibie - Maroc  | Windhoek   | 0 - 0 | Elim. CM 2002   |
| 4    | 05/09/2001 | Italie - Maroc   | Plaisance  | 1 - 0 | Amical          |

## Palmarès
- Championnat du Maroc (1)
  - Champion : 2005/06
  - Vice-champion : 1997

- Coupe du Trône (4)
  - Vainqueur : 1997, 1998, 2001, 2010
  - Finaliste : 2003, 2004

- Super Coupe du Maroc (2)
  - Vainqueur : 1999, 2002

- CAF Coupe des Coupes (1)
  - Vainqueur : 2002

- Coupe de la confédération (1)
  - Vainqueur : 2010

- Championnat du Qatar (1)
  - Champion : 2004

- Coupe de la CAF
  - Finaliste : 1999